# José Sempere Alfonsea
José Sempere Alfonsea   (Santa Pola, 21 de juliol de 1933 - Pont d'Inca, 7 de maig de 2003) va ser un dirigent esportiu valencià d'adopció mallorquina. Va ser fundador i president del Club de Futbol Verge de Lluc de Palma i impulsor del Camp Municipal Verge de Lluc, que inicialment va prendre el seu nom.

## Biografia
Sempere va néixer a Santa Pola en una família de pescadors. Amb quinze anys emigra a Mallorca i va exercir diverses feines com a paleta. Es va establir al barri de Mare de Déu de Lluc de Palma, polígon residencial construït pocs anys abans i amb deficiències de tota mena. Amb ajuda del rector del barri, Bartomeu Mateu Coll (1933-2000), va projectar fundar un club de futbol amb la intenció de crear un punt de trobada lúdic i formatiu per als joves del barri.
Així va néixer el Club de Futbol Verge de Lluc el 1969, del qual Sempere va ser president fundador. El terreny de joc va ser habilitat en un descampat proper, conegut com Villa María. Amb Sempere al capdavant, l'entitat es va caracteritzar des del principi pel factor formatiu i fomentar l'esport de base, nodrint-se de gent del barri, més que el competitiu. A més, va ser el primer club mallorquí amb equip femení estable entre 1970 i 1973, arribant a ser el més potent de l'illa, el potencial del qual va ser equiparable al d'altres conjunts de la península.
Com que el Villa María era un camp precari i sense serveis bàsics, Sempere va impulsar la construcció d'un de nou en millors condicions i amb la col·laboració de tots els veïns que s'hi van prestar. Va ser inaugurat el 10 d'agost de 1974 i batejat com Camp José Sempere, per decisió de la junta directiva del club, com a reconeixement al seu esforç i dedicació.
Sempere va ser president del CF Verge de Lluc fins a mitjan anys 80, quan va ser succeït pel seu cunyat, Práxedes Garrido. Va seguir lligat al món del futbol a través de la Federació de Futbol de les Illes Balears, exercint diversos càrrecs. Sempere va morir al veí barri del Pont d'Inca, al terme municipal de Marratxí, el 7 de maig de 2003.
Poc abans de morir, el 2002 el Camp José Sempere va ser clausurat pel seu mal estat, quan Sempere estava retirat de l'àmbit esportiu. No va reobrir fins al 2024, adquirit per l'Ajuntament de Palma, però va perdre el nom original. Per la seva banda, el CF Verge de Lluc va cessar la seva activitat en paral·lel a la clausura del camp, encara que va renéixer així que el terreny de joc va ser recuperat.